# The Cuckoo Hour
The Cuckoo Hour, aka The KUKU Hour, foi uma série da rádio NBC criada em 1929 pelo comediante de rádio Raymond Knight.
Knight, um pioneiro no humor satírico no rádio, estudou Direito na Universidade de Boston e começou a trabalhar como advogado em Massachusetts, porém, retornou à escola para estudar teatro e escrita na Harvard's 47 Workshop, seguido de mais estudos na Universidade de Yale. Em 1927, atuou na revista musical da Broadway, The Manhatters.
Ele estava escrevendo continuidades e comerciais para a NBC, em 1929, quando o programador da NBC, Bertha Brainard pediu-lhe para inventar "something cuckoo" para a Blue Network. Ele respondeu com o cômico The Cuckoo Hour como uma vitrine para sua comédia, atuando como Professor Ambrose J. Weems, que dirigia uma estação de rádio onde ele daria suas opiniões sobre os acontecimentos atuais e conversaria com sua parceira, a Senhora Pennyfeather.